# Этим летом я стала красивой
«Этим летом я стала красивой» (англ. The Summer I Turned Pretty) — американский романтический драматический телесериал о взрослении, созданный автором Дженни Хан для Amazon Prime Video и основанный на её одноименной романной трилогии. Лола Тунг (Белли) играет подростка, вовлеченного в любовный треугольник с двумя братьями, которых играют Кристофер Брайни (Конрад) и Гэвин Казаленьо (Джеремайя).
Производство сериала началось в 2021 году. Премьера состоялась 17 июня 2022 года, первый сезон состоял из семи серий. В преддверии премьеры сериала он был продлён на второй сезон, премьера которого состоялась 14 июля 2023 года и состоит из восьми серий. В августе 2023 года сериал был продлён на третий сезон. Премьера финального третьего сезона, состоящего из одиннадцати серий запланирована на 16 июля 2025 года.. Первый тизер к третьему сезону вышел 24 апреля 2025 года.

## Краткое содержание
История повествует об Изабель «Белли» Конклин, которой скоро исполнится шестнадцать, когда она и её семья дружат с Сюзанной Фишер и её двумя сыновьями, Джеремайей и Конрадом (в последнего из которых Белли была влюблена с десяти лет).
События прошлых лет повлияли на связь Конрада и Джеремайи Фишер с Белли, пока у неё преодолеваются трудности взросления и первая любовь. Она оценивает важность риска и то, что перемены неизбежны. Каждое лето Белли и её семья останавливаются в доме лучшей подруги её матери в Казинс-Бич. В детстве она чувствовала себя обделенной среди четверых детей, она была самой младшей и единственной девочкой. Однако этим летом Конрад и Джеремайя заметили, как сильно она изменилась за последний год. У Белли складывается впечатление, что это будет незабываемое лето из-за их интереса к ней.

## Актёрский состав и персонажи

### Главные роли
- Лола Танг в роли Изабель «Белли» Конклин[7];
- Джеки Чанг в роли Лорель Парк[7];
- Рэйчел Бланчард в роли Сюзанны Фишер[7];
- Кристофер Брайни в роли Конрада Фишера[7];
- Гэвин Касаленьо в роли Джереми Фишера[7];
- Шон Кауфман в роли Стивена Конклина[7];
- Альфредо Нарцисо в роли Кливленда Кастильо[7] (сезон 1; гость сезон 2);
- Минни Миллс в роли Шейлы[7] (сезон 1)[8];
- Колин Фергюсон в роли Джона Конклина;
- Том Эверетт Скотт в роли Адама Фишера;
- Рейн Спенсер в роли Тейлор Мэдисон Джуэл (сезон 2; гость сезон 1);
- Элси Фишер в роли Скай (сезон 2)[9]
- Кира Седжвик в роли Джулии (сезон 2)[9].

### Второстепенные роли
- Дэвид Иаконо в роли Кэма;
- Саммер Мэдисон в роли Николь.

## Эпизоды
| Сезон | Серии | Серии | Даты показа  | Даты показа     |
| Сезон | Серии | Серии | Первая серия | Последняя серия |
| ----- | ----- | ----- | ------------ | --------------- |
| 1     | 7     | 7     | 17 июня 2022 | 17 июня 2022    |
| 2     | 8     | 8     | 14 июля 2023 | 18 августа 2023 |

### Сезон 1 (2022)
| № общий | № в сезоне | Название         | Режиссёр     | Сценарист                    | Дата премьеры |
| --- | ---------- | ---------------- | ------------ | ---------------------------- | ------------- |
| 1 | 1          | «Летний дом»     | Джесси Перес | Дженни Хан                   | 17 июня 2022  |
| Каждое лето семья Конклинс, Белли, её брат Стивен и ее мать Лорел, останавливаются в Казинс-Бич с лучшей подругой Лорел, Сюзанной Фишер, и её сыновьями, Конрадом и Джеремайей. Белли влюблена в Конрада с двенадцати лет, но он говорит, что видит в ней только маленькую девочку. По прибытии Белли и Лорел замечают, что Конрад ведёт себя странно. Белли пытается поговорить с ним о его отчужденности, но её прерывают Джеремайя и Стивен, которые идут с Конрадом на вечеринку у костра на пляже. По настоянию своей лучшей подруги Тейлор Белли тайком приходит к костру. Она видит, как Конрад целует девушку Николь, которую он сопровождал на бал дебютанток в прошлом году. После спора с Конрадом и Стивеном Белли сидит одна. К ней подходит мальчик по имени Кэм. Они находят общий язык и в итоге целуются. Конрад ввязывается в пьяную драку, и полиция разгоняет вечеринку. Белли решает принять приглашение Сюзанны стать дебютанткой.                                                                                              |            |                  |              |                              |               |
| 2 | 2          | «Летний наряд»   | Джесси Перес | Бекка Глисон                 | 17 июня 2022  |
| Сюзанна и Лорел берут Белли за покупками платья для дебютанток, но они купили платье, которое Белли не понравилось. Белли посещает свой первый чай для дебютанток и знакомится с коллегами по дебютанткам, включая Шейлу, богатую светскую львицу. Белли также узнает, что Николь — её старшая сестра на этот сезон. Кэм приглашает Белли на свидание в автокинотеатр. На автограф-сессии Лорел снова встречает Кливленда Кастильо, коллегу-писателя, которого она случайно оскорбила. Он говорит, что его следующая книга о парусном спорте, о котором он мало что знает, и она рекомендует ему попросить у Конрада уроки. Устав от вечеринки в книжном магазине, Конрад придумывает, как мальчикам сорвать свидание Белли. Она в ярости отсылает их. Кэм отвозит её домой, и они снова целуются. Стивен тайком уходит, чтобы переспать с Шейлой на пляже. Она просит его быть её парнем на балу дебютанток. Белли и Конрад спорят о его появлении в автокинотеатре; он называет её незрелой и тщеславной, а она обвиняет его в игре с её чувствами. |            |                  |              |                              |               |
| 3 | 3          | «Летние ночи»    | Джефф Чан    | Дженни Хан                   | 17 июня 2022  |
| Белли с нетерпением ждёт празднования своего 16-летия. Все обмениваются с ней смехом и подарками, за исключением Конрада, который утверждает, что забыл. Белли и Джеремайя забирают Тейлор, когда она приезжает в Казинс-Бич. Сюзанна устраивает ужин, и девочки в итоге отправляются на вечеринку к Николь. Стивен и Тейлор целуются, но Белли застает их, и это вызывает разлад между ней и Тейлор. Кэм ждёт приглашения на бал Деб. Белли узнаёт, что Конрад купил ей подарок на день рождения, но так и не отдал его. Белли и Тейлор мирятся, когда она уезжает из города. |            |                  |              |                              |               |
| 4 | 4          | «Летняя жара»    | Джефф Чан    | Спид Вид                     | 17 июня 2022  |
| Дети готовятся к большому празднованию Дня независимости Сюзанны. Белли и отец Стивена будут присутствовать со своей новой девушкой, но братья Фишеры узнают, что их отец Адам не сможет прийти. Белли выпивает слишком много маргариты и рассказывает Шейле о связи Стивена с Тейлор, из-за чего Шейла говорит Стивену, что они не являются исключительными. Однако они снова сходятся. Белли дразнит Конрада в душе и говорит ему, что знает, что он купил ей подарок на день рождения. Лорел ссорится с Сюзанной, идёт в бар и занимается сексом с Кливлендом. Когда Белли снова протрезвеет, она извиняется перед Конрадом, и они почти целуются, но их прерывает Джеремайя. |            |                  |              |                              |               |
| 5 | 5          | «Летний улов»    | Эрика Дантон | Марти Скотт и Дебора Свишер  | 17 июня 2022  |
| Сюзанна и Лорел отправляются в дайв-бар, где они снова переживают хорошие времена, а Сюзанна заводит роман с незнакомцем. Лорел и Кливленд сближаются. Белли расстается с Кэмом и позже задается вопросом, не выбрала ли она не того брата Фишера. Конрад отвергает Белли, и Белли говорит, что она устала его ждать. Во время ночного плавания с Джеремайей, он раскрывает свою любовь к Белли, и они целуются. |            |                  |              |                              |               |
| 6 | 6          | «Летние приливы» | Эрика Дантон | Баян Уолкотт                 | 17 июня 2022  |
| Это ежегодный сбор средств для пляжного волейбола, и Белли полна решимости победить. Тейлор присоединяется в качестве её партнера, но притворяется травмированной, чтобы помочь Джеремайе. Находясь на лодке с Кливлендом, Конрад срывается и рассказывает о том, что его беспокоит. Белли и Тейлор приглашают потусоваться с Николь на лодке её отца. Сюзанна просит Конрада проводить Белли на бал дебютанток. Пока Белли и Тейлор находятся на лодке, Конрад пишет Белли, и Николь и другие девушки видят это, поэтому они оставляют Белли и Тейлор голыми в океане, забирая одежду с собой. Позже Николь расстаётся с Конрадом и рассказывает ему об инциденте на лодке и отдаёт ему одежду Белли и Тейлор. Тем временем Белли звонит Джеремайе, чтобы тот приехал и забрал их. Итак, оба мальчика появляются, но Белли решает поехать с Джеремайей, и они целуются в его машине. |            |                  |              |                              |               |
| 7 | 7          | «Летняя любовь»  | Эрика Дантон | Джефф Чан и Габриэль Стэнтон | 17 июня 2022  |
| В день бала дебютанток всё, похоже, складывается для большой ночи. Ожидается, что Белли пойдет на бал с Джеремайей. Сюзанна и Лорел купили Белли платье, которое она действительно хотела. Стивен, проиграв свои деньги в покер, больше не может позволить себе смокинг и должен рассказать об этом Шейле, однако он одалживает старый смокинг у её отца. Джеремайя начинает подозревать что-то о своей маме. Когда наступает время финального танца, Джеремайя исчезает, узнав о раке Сюзанны по её телефону. Конрад занимает место Джеремайи и танцует с Белли. После танца Джеремайя сталкивается с Конрадом из-за того, что он скрывал от него рак Сюзанны всё лето, а Белли и Стивен узнают о раке Сюзанны в процессе. Сюзанна соглашается начать лечение. Конрад и Белли целуются на пляже. |            |                  |              |                              |               |

### Сезон 2 (2023)
| № общий | № в сезоне | Название               | Режиссёр         | Сценарист                     | Дата премьеры   |
| --- | ---------- | ---------------------- | ---------------- | ----------------------------- | --------------- |
| 8 | 1          | «Потерянная любовь»    | Зои Кассаветис   | Дженни Чан                    | 14 июля 2023    |
| Ухудшение состояния Сюзанны из-за рака означает, что её сыновьям придется смириться с надвигающейся смертью и их конфликтом из-за Белли. Белли тоже хочет разрешить конфликт, но также хочет помочь двум семьям противостоять очевидной угрозе их любимому летнему домику. Выпускник Стивен, кажется, ведёт себя странно после окончания школы. |            |                        |                  |                               |                 |
| 9 | 2          | «Любовная сцена»       | Зои Кассаветис   | Дженни Хан                    | 14 июля 2023    |
| Книга Лорел о её дружбе с Сюзанной означает важную поездку в Нью-Йорк для её продвижения, которую она не хочет совершать. Конрад исчезает после похорон Сюзанны и ссоры с Белли. Белли и Джеремайя ищут его и пытаются разрешить конфликт из-за любовного треугольника, в который вовлечены они и Конрад. Мальчики узнают об угрозе летнему дому, который любили обе семьи, — их тётя Джулия, которая каким-то образом стала его законным владельцем и собирается продать. Их план сохранить дом в семье сталкивается с обескураживающим препятствием. |            |                        |                  |                               |                 |
| 10 | 3          | «Больная любовью»      | Изабель Сандовал | Кристл Дрю                    | 14 июля 2023    |
| Летний дом выставлен на продажу, но Белли, Джеремия и Конрад не оставят камня на камне, чтобы так легко его упустить. Пока Конрад работает над секретным планом, Белли и Джеремия пробуют более простой путь спасения дома. Но возвращение в Казенс к братьям Фишер означает, что Белли не может избежать болезненных воспоминаний о прошедшем годе. |            |                        |                  |                               |                 |
| 11 | 4          | «Любовные игры»        | Изабель Сандовал | Скарлетт Кёртис               | 21 июля 2023    |
| Конрад бежит на пляж, где у него случается ещё одна паническая атака. Стивен приходит ему на помощь. На следующий день тетя Джулия объявляет, что она непреклонна в том, чтобы выставить летний домик на продажу, и решает провести день открытых дверей, несмотря на сильное сопротивление Конрада. Чтобы победить жару Белли, Конрад, Джеремайя, Тейлор и их двоюродный брат Скай отправляются на городскую ярмарку, чтобы поиграть в «игры на набережной», и они встречают Кэма [Кэмрона] и оживляют старые воспоминания. Тем временем Лорел находится на презентации своей книги, не подозревая о семейной драме, происходящей в Казинсе. После веселого дня игр и соревнований группа испытывает огромный шок, когда они возвращаются домой и обнаруживают, что любимый летний домик Сюзанны пуст, что затрагивает их всех. |            |                        |                  |                               |                 |
| 12 | 5          | «Дурацкая любовь»      | София Такал      | Сабрина Шериф                 | 28 июля 2023    |
| Джеремайя, автор этой серии, которая начинается с того, что группа детей отправляется в загородный клуб, чтобы провести ночь. Они разделяются, чтобы найти еду и места для сна. Стивен и Тейлор танцуют вместе в бальном зале. Джеремайя и Белли вместе идут в кинотеатр, где смотрят старый фильм и пьют газировку через соломинки Twizzler. Повествование Джеремайи показывает, как он ревновал Конрада и как он был влюблён в Белли в течение многих лет. В конце концов, группа решает спать на поле для гольфа. Скай бросает вызов Белли, чтобы поцеловать Джеремайю, но тот отказывается. Белли противостоит Джеремайе, и он признается, что не может поцеловать её, потому что не думает, что когда-нибудь сможет остановиться, если сделает это. Они засыпают рядом друг с другом на лужайке. |            |                        |                  |                               |                 |
| 13 | 6          | «Праздник любви»       | София Такал      | Кит Энтони и Кэмерон Дж. Росс | 4 августа 2023  |
| Когда продажа дома, очевидно, уже решена, Белли убеждает группу устроить грандиозную прощальную вечеринку накануне передачи дома новым владельцам. Перед уходом тётя Джулия собирает у всех ключи от дома и признаётся Скай, что тяжелые чувства из юности сделали её более решительной в продаже дома. Во время вечеринки происходят сбивающие с толку события, в том числе нежелательное вторжение отчужденного парня Тейлор, смелая защита Стивена и еще более смелое признание ей, ещё одно противостояние между Конрадом и Джеремайей, в котором Джеремайя делает своему брату резкое заявление, и душевная боль Белли, когда она узнает правду о поведении Конрада на похоронах. |            |                        |                  |                               |                 |
| 14 | 7          | «Любовная интрига»     | Меган Гриффитс   | Ванесса Рохас                 | 11 августа 2023 |
| После слезного призыва Белли о помощи Лорел возвращается из Нью-Йорка обиженной и злой на Белли, державшую её в неведении последние несколько дней. У них происходит конфронтация из-за похорон, в результате которой Белли сбегает на пляж. После этого Лорел извиняется перед Белли, признавая свой гнев из-за смерти Сюзанны, и соглашается помочь мальчикам сохранить пляжный домик. После чего дети начинают большую уборку после «прощальной» вечеринки. Джулия сначала против идеи оставить дом, но когда Лорел выражает ей сочувствие, она признает своё отчуждение с Сюзанной и соглашается отказаться от продажи. Лорел также убеждает Адама оставить дом для двух семей. Адам соглашается продать дом в Бостоне, чтобы выкупить его у Джулии. Стивен возвращается домой, чтобы продолжить свои отношения с Тейлор после того, как дети также помогают Конраду с ночным сеансом обучения, чтобы подготовиться к вступительным экзаменам в Стэнфорд. Белли и Джеремайя посещают её собственный предполагаемый колледж, где она думает о том, чтобы снова играть в чемпионат по волейболу и жить в колледже вместе с Джеремайей, что побуждает их страстно поцеловаться, который прерывает Конрад. |            |                        |                  |                               |                 |
| 15 | 8          | «Любовный треугольник» | Меган Гриффитс   | Сара Кучерка                  | 18 августа 2023 |
| Продолжающиеся противоречивые чувства Конрада к Белли достигают апогея, когда он, Белли и Джеремайя застревают в шторме и вынуждены делить номер в мотеле на ночь. Стивен убеждает Лорел пойти на встречу писательской группы, которую она боится, и Лорел, похоже, заводит нового друга в лице писателя из пригорода, который также посещает встречу. Лорел встречает Кливленда. Несмотря на то, что бывший Тейлор сделал запись, которая, кажется, смущает Стивена, он и Тейлор признаются в своих чувствах друг к другу и наконец сходятся. Джеремайя говорит Конраду, что он отступит, если у него действительно всё ещё есть чувства к Белли, и она всё ещё любит его, несмотря на его поведение в течение последнего года. Он просит Конрада рассказать Белли о своих чувствах, потому что она заслуживает знать, чтобы принять собственное решение. Конрад говорит Белли, что он всё ещё хочет её, но на следующее утро Белли идет за Джеремайей, и они целуются. Вернувшись в номер мотеля, Белли приходит поговорить с Конрадом, видит Белли в толстовке Финча, берет всё обратно. Он говорит, что не хотел этого, и они дружат, чтобы дать Белли и Джереми шанс быть счастливыми вместе. Конрад выходит из номера в слезах. Белли и Джеремайя едут обратно в Филадельфию, где Белли отправляется в волейбольный лагерь и извиняется перед тренером. Джеремайя остаётся смотреть волейбольный матч. Тем временем Конрад возвращается в Казенс, чтобы убраться в доме, один. |            |                        |                  |                               |                 |

## Производство

### Разработка
8 февраля 2021 года Amazon заказал производство сериала, состоящего из восьми эпизодов. Сериал основан на одноименном романе 2009 года Дженни Хан. Он создан Хан, которая также является исполнительным продюсером. Также исполнительными продюсерами являются Габриэль Стэнтон, Карен Розенфельт, Нне Эбонг и Хоуп Хартман. Стэнтон также является со-исполнительным продюсером первого сезона. 8 июня 2022 года, перед премьерой сериала, Amazon продлил сериал на второй сезон, с Хан и Сарой Кучеркой в качестве со-исполнительных продюсеров. 3 августа 2023 года, перед финалом второго сезона, сериал был продлён на третий сезон, и Хан и Кучерка вернулись в качестве исполнительных продюсеров.

### Подбор актёров
28 апреля 2021 года Лола Тунг, Рэйчел Бланчард, Джеки Чанг и Кристофер Брайни были утверждены на главные роли в сериале. В июле 2021 года Гэвин Касаленьо, Шон Кауфман, Минни Миллс и Альфредо Нарцисо присоединились к основному актёрскому составу, в то время как Саммер Мэдисон, Дэвид Яконо, Рэйн Спенсер и Том Эверетт Скотт присоединились к актёрскому составу в главных ролях. 31 августа 2022 года Кира Седжвик и Элси Фишер были утверждены на главные роли во втором сезоне. 20 апреля 2023 года Миллс объявила, что она покинула сериал перед вторым сезоном.

### Съёмки
Основные съёмки первого сезона проходили в 2021 году в Уилмингтоне (Северная Каролина) на таких площадках, как Carolina Beach, Fort Fisher и Wave Transit's Padgett Station на N. 3rd Street. Съёмки второго сезона начались в июле 2022 года и завершились в ноябре 2022 года.
Участники подтвердили, что съёмки третьего сезона изначально должны были начаться в 2023 году. Однако в итоге они были отложены из-за забастовок Гильдии сценаристов и SAG-AFTRA, которые длились с мая по ноябрь 2023 года. В конце января 2024 года было подтверждено, что третий сезон вошел в стадию подготовки к съёмкам в районе Уилмингтона, ориентируясь на весеннюю дату начала съёмок.
14 мая 2024 года было объявлено, что съёмки третьего сезона начались.

## Премьера
Премьера сериала состоялась на Prime Video 17 июня 2022 года. Первые три эпизода второго сезона вышли 14 июля 2023 года, а оставшиеся пять эпизодов выходили еженедельно до финала 18 августа 2023 года. Премьера финального третьего сезона, состоящего из одиннадцати серий запланирована на 16 июля 2025 года.. Первый тизер к третьему сезону вышел 24 апреля 2025 года.

## Приём

### Первый сезон
Для первого сезона сайт-агрегатор рецензий Rotten Tomatoes сообщил о рейтинге одобрения 88% со средней оценкой 7,1/10 на основе 24 рецензий критиков. Консенсус критиков сайта гласит: «„Этим летом я стала красивой“, не требует больше времени, чтобы стать лебедем, выходя на рынок как прочно обаятельная и милая романтическая комедия, привлекающая все поколения». Metacritic, который использует средневзвешенное значение, присвоил оценку 72 из 100 на основе 8 рецензий критиков, что указывает на «в целом благоприятные рецензии».
Энджи Хан из The Hollywood Reporter написала: «Как история взросления, «Этим летом я стала красивой» от Amazon — на голову выше. Мягко написанный и очаровательно сыгранный, он чувствителен к тонким, но необратимым изменениям в самовосприятии, которые происходят с поздним подростковым возрастом, — и в то же время достаточно проницателен, чтобы понимать, что подростки, вплоть до его собственной краснеющей героини, определенно могут вести себя как бестолковые придурки, пока они выясняют, как использовать свои новообретенные способности». Делия Кай из Vanity Fair также дала положительный отзыв, прокомментировав, что «особенность фэнтезийного лета Лорел в конечном итоге спасает «Этим летом я стала красивой» от того, чтобы быть слишком приторно сладким».
Мария Э. Гейтс, пишущая для The Playlist, написала: «Хотя закадровый голос, в котором [Белли] делится [своими] чувствами, используется неравномерно, приятно видеть историю, которая помещает девушку в водительское сиденье и даёт ей возможность работать над противоречиями подросткового возраста и сексуального взросления на её собственных условиях». Джойс Слейтон из Common Sense Media сказала, что сериал «такой же сладкий, легкий и освежающий, как газировка со льдом у бассейна... [и] справляется с путаницей и прелестью неловкого взросления».
Эбби Кавено из Collider отметила, что «хотя в некоторых моментах любовный треугольник — или четырехугольник, с участием Кэма — может показаться немного натянутым, в целом эта история работает на многих уровнях. Вы начинаете действительно переживать за этих персонажей и хотите видеть их счастливыми», добавив, что «Белли — звезда шоу, и Танг продает каждый его момент своей блестящей игрой».

### Второй сезон
Второй сезон имеет рейтинг одобрения 62% на Rotten Tomatoes, основанный на 13 рецензиях критиков, со средней оценкой 6,5/10. На Metacritic второй сезон получил оценку 71 на основе рецензий 6 критиков, что указывает на «в целом благоприятные рецензии».
Некоторые критики приветствовали то, как сериал затрагивает более тяжелые темы скорби и утраты. Лорен Чвал из The A.V. Club сказала, что 2 сезон поднимает ставки центрального любовного треугольника и приводит веские доводы в пользу отношений Джеремайи и Белли. Игра Танг получила похвалу, а Кейли Дональдсон из TheWrap написала, что «сезон лучше всего, когда он фокусируется на Белли, давая место её эмоциональной борьбе и часто высмеиваемым трудностям жизни девочки-подростка в мире, где вы позиционируете себя как нечто среднее между сексуальным объектом и боксерской грушей». Саундтрек также получил похвалу.
Другие посчитали, что второму сезону не хватает легкости и веселья первого сезона. Хотя критики отметили, что повествование остается верным книге, некоторые сказали, что интеграция сцен воспоминаний была временами запутанной и что важные сюжетные линии были пропущены. Тереза Лаксон, писавшая для Collider, дала в целом положительный отзыв, но отметила, что добавление новых персонажей в сезоне означало меньше времени для развития их тем и сути их историй. Николь Галлуччи из Decider написала, что «эмоциональные американские горки второго сезона служат суровым напоминанием о том, что жизнь не всегда похожа на пляж, но её уникальное сочетание «несчастного и волшебного» будет держать вас на крючке до самого конца».

### Влияние
После дебюта сериала все три книги «Этим летом я стала красивой» вошли в тройку лидеров списка бестселлеров Amazon, а вторая книга «Без тебя это не лето» заняла первое место. Артисты, чья музыка используется в сериале, также увидели рост стримов, продаж и подписчиков, а некоторые из них испытали рост продаж песен до 6000 %. Седьмой студийный альбом Тейлор Свифт, Lover, снова поднялся в продажах и стриминговых сервисах, а также снова вошел в топ-40 чарта «Billboard 200 после того, как три его песни — Cruel Summer», «Lover» и «False God» — были представлены в сериале. Сингл Бейонсе 2014 года «XO» утроился в количестве проданных единиц после его использования в финале. Сериал также имел значительный охват в социальных сетях, а хэштег #TheSummerITurnedPretty собрал более 13,8 миллиардов просмотров на TikTok. По данным аналитического агентства DMS, за выходные после запуска было опубликовано более 107 000 постов по всему миру и 725 миллионов потенциальных показов на разных платформах.
В сентябре 2023 года Вернон Сандерс, руководитель Amazon Prime, сообщил, что 2-й сезон адаптации YA Дженни Хан в настоящее время является вторым по популярности сериалом среди женщин в возрасте 18–34 лет, уступая только «Властелину колец: Кольца власти», по данным Prime Video. Это также самый завершенный сериал среди этой демографической группы. По данным Amazon, этим летом сериал также способствовал росту подписки. «Этим летом я стала красивой» входит в тройку лучших сериалов Prime Video по количеству глобальных приобретений (и, опять же, занимает первое место среди женщин в возрасте 18–34 лет).

## Награды и номинации
Сериал «Этим летом я стала красивой» победил в номинации «Шоу года» на церемонии вручения премии People's Choice Awards 2024.

## Внешние ссылки
- amazon.com/Summer-Turned-Pretty-Season/dp/B09NF4J7XW — официальный сайт Этим летом я стала красивой
- «Этим летом я стала красивой» (англ.) на сайте Internet Movie Database